# Neobisium martae
Neobisium martae är en spindeldjursart som först beskrevs av Angelo Menozzi 1920.  Neobisium martae ingår i släktet Neobisium och familjen helplåtklokrypare.

## Underarter
Arten delas in i följande underarter:
- N. m. lombardicum
- N. m. martae